# Arctosa xunyangensis
Arctosa xunyangensis är en spindelart som beskrevs av Wang och Jiang-Ping Qiu 1992. Arctosa xunyangensis ingår i släktet Arctosa och familjen vargspindlar. Inga underarter finns listade i Catalogue of Life.